# Encuentro en Farpoint
«Encuentro en Farpoint» (en idioma original, «Encounter at Farpoint») es el episodio piloto de la primera temporada de la serie de televisión de ciencia ficción Star Trek: La nueva generación. Fue escrita por DC Fontana y Gene Roddenberry y dirigida por Corey Allen. Roddenberry fue el creador de Star Trek y Fontana fue escritor de la serie original. Fue estrenado en distribución el 28 de septiembre de 1987, y era el primer episodio nuevo de acción real de Star Trek que se emitía desde 1969. Originalmente se emitió como una película para televisión de dos horas (con comerciales) y las reposiciones posteriores generalmente dividían el episodio en dos partes.
Ambientada en el siglo XXIV (décadas de 2360 a 2370), la serie sigue las aventuras de la tripulación de la Flota Estelar de la nave estelar de la Federación Enterprise -D. En este episodio, la tripulación del recién construido Enterprise examina la misteriosa Estación Farpoint que el pueblo Bandi está ofreciendo a la Federación, mientras se encuentra bajo el escrutinio de una poderosa entidad divina que se hace llamar "Q"
Presentó a los personajes protagonistas, algunos ocasionales, los escenarios principales y algunas relaciones que serían desarrolladas en capítulos y temporadas posteriores. El programa hizo su debut en distribución con una respuesta crítica mixta, evaluación que fue confirmada por los críticos que revaluaron el episodio después del final de toda la serie. Fue nominado al Premio Hugo a la mejor representación dramática.

## Sinopsis

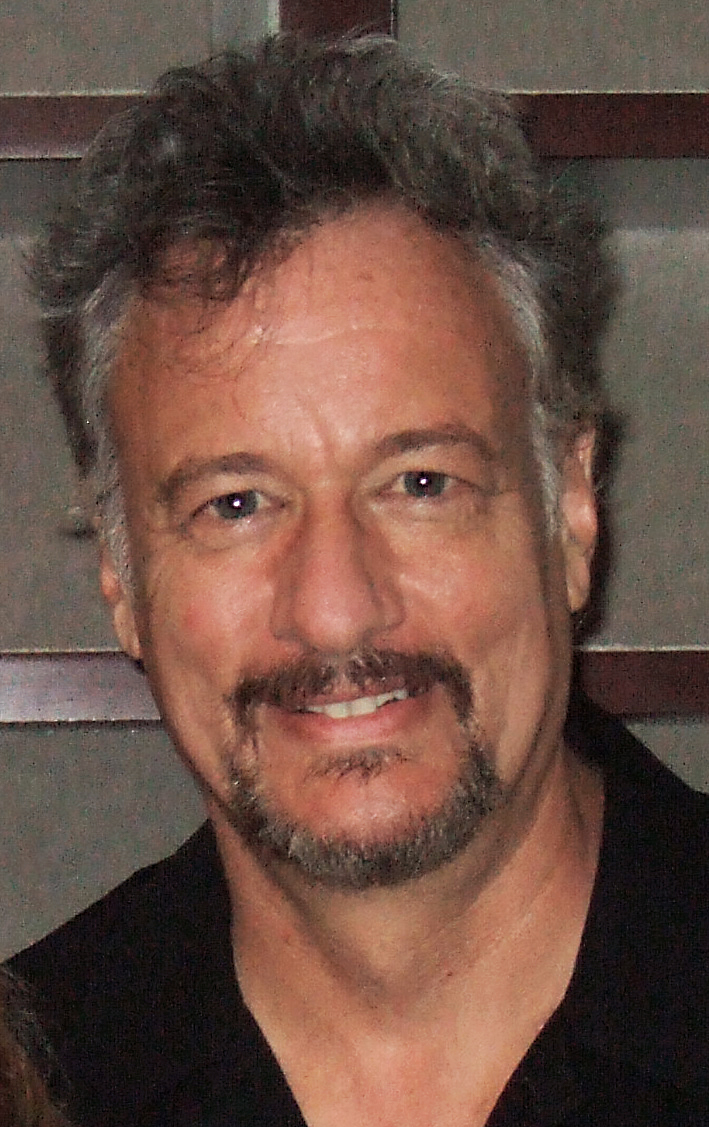
John de Lancie encarna al todopoderoso Q

Fecha estelar 41153.7. La nueva nave insignia de la Federación Unida de Planetas, la USS Enterprise (NCC-1701-D), recibe su primera misión: deberá viajar al planeta Deneb IV para embarcar al resto de la tripulación y abrir relaciones con los bandi, un pueblo que, de forma inesperada, ha sido capaz de aprovechar inmensas reservas de energía y ha construido la estación espacial de Farpoint. En el camino, la Enterprise se encuentra con un ser omnipotente llamado Q que se identifica a sí mismo un miembro del Continuum Q y declara que la humanidad está siendo sometida a juicio. La actuación de la tripulación en su próxima misión servirá para juzgar la dignidad de la raza humana y evitar el exterminio. Antes de dejar que la nave continúe a Deneb IV, Q advierte al capitán Picard que está destinado al fracaso.
Tras llegar a su destino, la tripulación estudia las ofertas de Groppler Zorn, el líder de los bandi, para el uso de la estación de Farpoint por parte de la Federación. La tripulación sospecha ante ciertos sucesos inexplicables y es incapaz de identificar la fuente de energía que alimenta la estación. Deanna Troi, una betazoide con poderes empáticos que actúa como consejera de la nave, siente la presencia de un ser con emociones cercanas, potente y desesperado. Otros miembros de la tripulación descubren un extraño laberinto de túneles bajo la estación, pero Zorn es incapaz de ofrecer una explicación. A medida que la tripulación de la Enterprise continúa sus exploraciones, lo que parece ser una gran nave alienígena desconocida entra en órbita, comienza a disparar contra un poblado bandi cercano a Farpoint y secuestra a Zorn. En ese momento reaparece Q para recordar a Picard la prueba a que está siendo sometido. El capitán envía un equipo a la nave alienígena. Sus integrantes descubren que la nave tiene pasajes similares a las de la estación de Farpoint y consiguen liberar a Zorn. Sus acciones hacen que la nave alienígena se transforme revelándose como una criatura espacial de aspecto similar a una medusa, y Picard es capaz de desentrañar el misterio de la estación de Farpoint. Se confirma que Zorn había encontrado en el planeta una forma de vida similar herida y, aunque la mantuvo con vida, también aprovechó su capacidad de crear materia para construir la estación de Farpoint. La criatura que está en órbita solo está intentando liberar a su compañera y castigando a los que la mantienen prisionera.
A pesar de la insistencia de Q a Picard en castigar a los bandi, Picard se niega. Ordena que la Enterprise despida un haz de energía en la estación de Farpoint después de que la estación sea evacuada. El haz reanima a la criatura, que queda libre y vuela para unirse con su compañera. Mientras la tripulación observa cómo se reúnen los seres alienígenas, Q de mala gana le dice a Picard que han tenido éxito en su prueba, pero advierte que volverá.

## Producción

### Desarrollo
La serie de televisión Star Trek, creada por Paramount Pictures y Gene Roddenberry, había dejado de emitirse en 1969. Sin embargo, su popularidad se mantuvo y los capítulos eran periódicamente repuestos por las estaciones de TV. En 1973 y 1974 se realizó una serie de animación conocida como Star Trek: La serie animada y en 1977 se trabajó en el proyecto de una nueva serie con imagen real conocida como Star Trek: Phase II que no llegó a materializarse. En 1979, los creadores dieron un giro y estrenaron en cines la película Star Trek, que fue seguida por otros tres largometrajes hasta 1986. El éxito de las versiones cinematográficas animó a producir una nueva serie de televisión que las complementara, aunque con distintos actores y personajes.
Paramount encargó la preparación de la nueva serie a los productores Robert Justman y Eddie Milkis, veteranos de la serie original que vencieron la resistencia de Roddenberry basada en su recuerdo de las larguísimas jornadas de trabajo que soportó en la serie original y le convencieron para que fuese el productor ejecutivo. El equipo decidió producir en régimen de sindicación contratando directamente con cada estación en vez de con una única cadena con el fin de reducir tanto las presiones económicas como la censura. Los viejos actores de la serie original no podían trabajar en la nueva serie porque estaban actuando en el cine, y los mismos personajes no podían ser interpretados por distintos artistas en la pantalla grande y la pequeña, motivo por el que hubo que seleccionar nuevos intérpretes mediante casting. Solo Patrick Stewart fue escogido directamente por Justman para el papel del capitán Picard tras verle en una representación.
También se pensó que, aunque había que mantener el espíritu original, la apariencia visual de la nueva serie debía ser muy diferente de la de la antigua debido a las dos décadas transcurridas. Por ello se trasladó la acción al siglo siguiente a aquel en el que vivían el capitán Kirk y su tripulación: al siglo XXIV. De esta forma se aumentarían las posibilidades sin que hubiera ruptura con la tradición. También se decidió que los nuevos protagonistas debían ser diferentes de los antiguos, por lo que había que diferenciarlos por completo y «proscribir» a los vulcanos, romulanos y otras razas antaño habituales.
Otro colaborador esencial fue el maquillador Michael Westmore, ganador de un Óscar al mejor maquillaje en 1985 por Mask. La caracterización de dos personajes principales como el klingon Worf y el androide Data fue fundamental, pero también debía trabajar con diversos seres alienígenas en cada capítulo. El joven Michael Okuda se unió al equipo para diseñar los paneles, gráficos y pantallas que aparecen por toda la nave. Una vez completados los preliminares, Milkis abandonó el proyecto para realizar otras labores en Paramount y fue sustituido por Rick Berman.

### Escritura
Para elaborar el guion de «Encuentro en Farpoint», Roddenberry canibalizó diversos guiones e ideas concebidos para la fallida serie Star Trek: Phase II. Data tiene un notable parecido con el vulcano Xon, que iba a aparecer en Phase II. La trama del capítulo es una mezcla de dos guiones de aquel proyecto. El guion completamente desarrollado de «Obtenerlo todo» («To Attain the All)», contaba como un ser denominado El Príncipe obligaba a la tripulación de la Enterprise a demostrar que era acreedora de merecer «El Todo». Por otro lado, la sinopsis sin desarrollar de «El prisionero» («The Prisoner») preveía narrar como un ser llamado Logos se enfrentaba a los protagonistas por considerar a los humanos como seres demasiado primitivos. Si la tripulación fracasara en la prueba, la humanidad sufriría un terrible destino.
El guion del piloto fue encargado a D.C. Fontana, quien ya había colaborado en la serie original. Suyo había sido el guion de «Viaje a Babel», uno de los más celebrados de la primera época. La guionista entregó el escrito a mediados de febrero de 1987.
El capítulo fue precedido por la vieja introducción oral:«El espacio, la última frontera...», si bien se corrigió la connotación sexista sustituyendo «donde ningún hombre ha llegado antes» por «nadie ha llegado antes».

### Casting

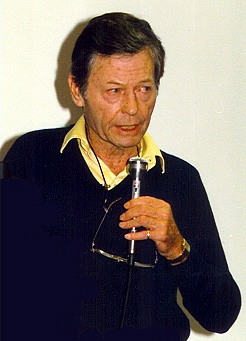
DeForest Kelley volvió a interpretar al doctor McCoy en una aparición especial.

Gene Roddenberry quiso evitar la repetición de los personajes principales de la serie original e insistió mucho en que las relaciones entre ellos debían ser las de un grupo de amigos. Jean-Luc Picard, capitán de la nave, es un hombre culto que domina sus pasiones; explorador y diplomático más que hombre de acción. Parece disponer de menos poder que su predecesor, el capitán Kirk. A cambio, resulta más receptivo a los deseos de sus colaboradores. El papel es interpretado por el británico Patrick Stewart, un sólido y experimentado actor teatral cuya actuación impresionó tanto a Justman que consiguió que Roddenberry cambiara su concepción inicial del personaje para ajustarla al intérprete.
El primer oficial es William Riker, un hombre joven y atrevido. El actor pensilvano Jonathan Frakes fue el elegido para desempeñar un papel que supliría al capitán en la labor de realizar misiones fuera de la nave, mientras Picard quedaba en el puente de mando. El espectador es informado de que, antes de servir en la Enterprise desempeñó el cargo de primer oficial en la Hood, donde tuvo un incidente con el capitán DeSoto al oponerse por razones de seguridad a que desembarcara en un planeta. Asimismo, se conoce que tuvo en el pasado una apasionada relación amorosa con la consejera de la Enterprise, Deanna Troi. Dicha relación parece tomada de la que estaba previsto en Star Trek: Phase II que iban a mantener el primer oficial Decker e Ilia. De hecho, también la capacidad empática de esta última es heredada por  Troy, medio humana, medio betazoide. De su madre alienígena ha heredado capacidad telepática, según se observa en el episodio. Como consejera, actúa como psicóloga de la tripulación, percibe los sentimientos de otros seres y asesora al capitán, si bien en este primer episodio sus poderes son claramente telepáticos.
La primera estrella invitada de la nueva serie fue John de Lancie que, por sugerencia del abogado de Roddenberry, interpretó al aparentemente todopoderoso Q. Actor y personaje volverían a aparecer pronto en la serie. Q ha sido objeto de estudio, ya que sus superpoderes permiten interpretarlo tanto como una manifestación de Dios —es omnisciente, omnipotente e inmortal— como del Diablo tentador. El veterano DeForest Kelley volvió a interpretar al doctor McCoy en una aparición especial que sirvió como nexo de unión con la serie original. El anciano médico cuenta ya con 137 años y tiene un aspecto decrépito, pero permanece lúcido y asiste a la botadura de la nueva Enterprise. Su diálogo con Data sirve para reforzar el paralelismo entre el personaje del androide y el antiguo del vulcano Spock. Su consejo: «La Enterprise es como una dama; trátala con dulzura y siempre te devolverá a casa».
Data es el segundo oficial de la nave. Su característica principal es que es un androide; el único que presta servicios en la Flota Estelar. Durante el episodio se revela que desea llegar a convertirse en una auténtica persona con sentimientos y que, al tiempo, le desconcierta el comportamiento humano. La idea de introducir un androide entre los protagonistas habituales fue también de Robert Justman, quien sugirió que podía representar un rol similar al que había desempeñado Spock.
La oficial táctica —inicialmente concebida como una aguerrida hispana— evolucionó hasta convertirse en Tasha Yar. Por su parte, LeVar Burton —ya muy conocido por su interpretación del joven Kunta Kinte en la serie Raíces y por su presencia en la serie infantil Reading Rainbow— encarna al oficial Geordi La Forge.
Desde muy pronto se acordó que debía haber un adolescente entre los protagonistas, aunque no quedó claro durante mucho tiempo si debía ser de género masculino o femenino. También estaba decidido incorporar a su historial la muerte en acción de su padre mientras servía bajo el mando de Picard. El resultado fue el personaje de Wesley Crusher. Gates McFadden, una versátil intérprete de teatro, mimo y guiñol sin experiencia televisiva, encarnó a Beverly Crusher la médico de a bordo y madre de Wesley.
El texano Michael Dorn interpreta a Worf, un klingon que presta servicios como Jefe de seguridad de la Enterprise y que se caracteriza por un carácter fuerte y directo. De esta forma, en «Encuentro en Farpoint» aparece por primera vez un miembro de esta raza sirviendo en la Flota Estelar, lo que parece mostrar que el antiguo enfrentamiento ha dado paso a una era de colaboración. Nuevamente fue de Justman la idea de incorporar a un klingon como tripulante; algo que no contradecía totalmente la decisión de Roddenberry de no recurrir a las antiguas razas. No obstante, el personaje no aparecía entre los protagonistas inicialmente.

## Escenarios

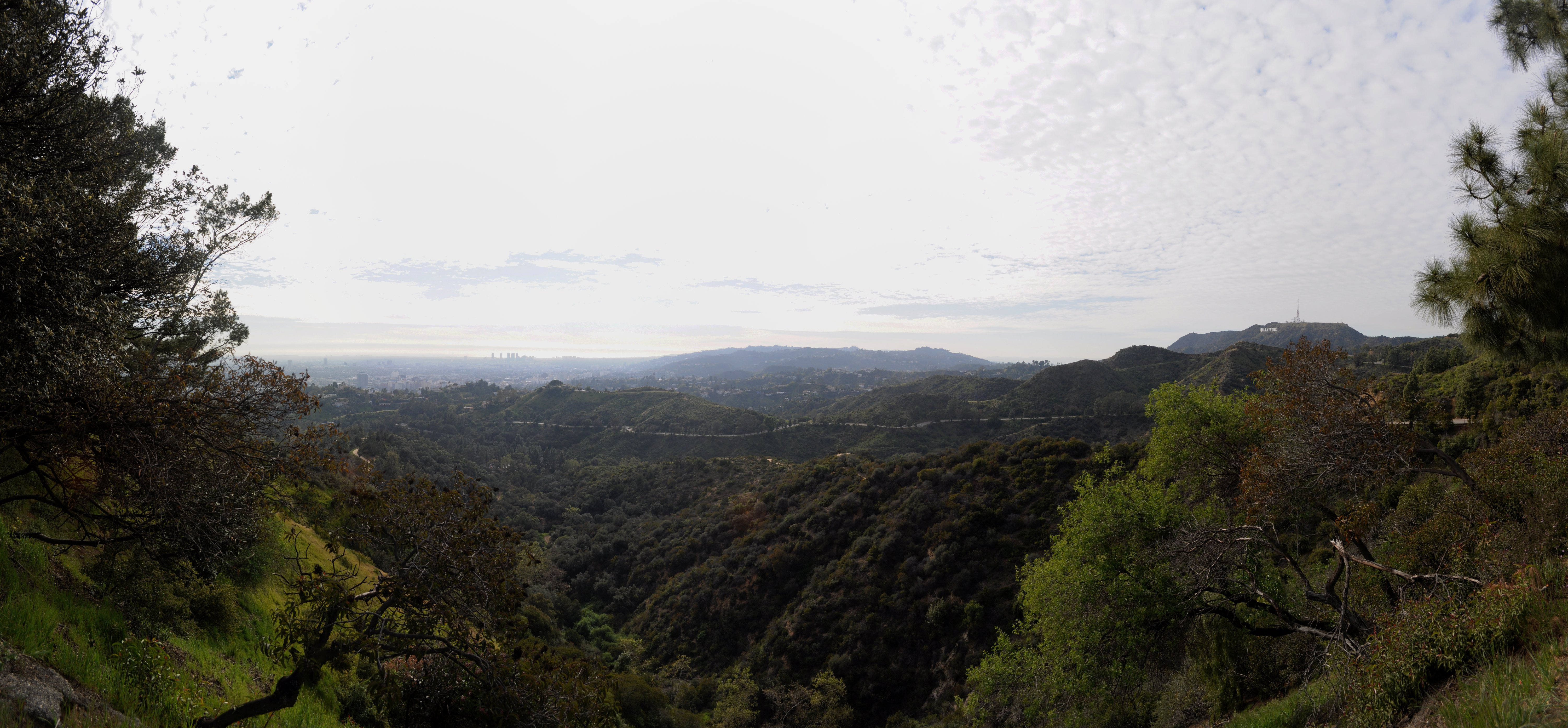
La secuencia de la holocubierta se rodó en el Parque Griffith

La nueva Enterprise fue concebida por Rodenberry como una especie de Arca de Noé que transportaría no solo a su tripulación, sino también a sus familias. Esto suponía una nave considerablemente más grande que la Enterprise capitaneada por Kirk y dotada de más servicios comunitarios; una especie de ciudad espacial itinerante que albergaba a 1012 personas.
Un escenario que se presenta por primera vez es la holocubierta, una sala de la nave en la que, mediante el uso de energía, se pueden crear escenarios y objetos —en el capítulo, un paraje natural terrestre con arbolado y un riachuelo— desarrollando así una realidad virtual con la que los personajes pueden interactuar. La secuencia fue rodada en el Parque Griffith de Los Ángeles. La concepción original del invento fue de Justman, aunque luego fue desarrollada por el equipo. Aunque la idea se había comentado en la serie original y en la serie de animación, fue en «Encuentro en Farpoint» cuando apareció por primera vez. El invento no solo mejoraba la calidad de vida de los tripulantes, sino que permitía ofrecer nuevas posibilidades dramáticas en la serie.
El mayor presupuesto de la nueva serie se deja notar en la secuencia en la que la Enterprise se divide en dos partes: el plato que pone a salvo a la mayor parte de la tripulación y la barquilla de impulso que opera como nave de combate. Las limitaciones presupuestarias de la serie original habían impedido visualizar una capacidad que sí había sido comentada. Ello impuso la creación de un «puente de batalla» en la barquilla.

## Recepción
La acogida fue favorable en líneas generales, aunque no de forma rotunda. Ed Bark opinó en The Dallas Morning News que el episodio mantenía el espíritu de la la serie original y era una buena redefinición de un clásico. Don Merrill, de TV Guide, escribió que Star Trek: La nueva generación iba a ser una digna sucesora de la antigua serie, y que Gene Roddenberry no había perdido nada de su inventiva y buen gusto a la hora de elegir historias. Por otro lado, John J. O'Connor, de The New York Times, esperaba que los siguientes capítulos fueran algo más animados. La suma del bagaje trekkie, la potente campaña promocional y los comentarios de la prensa hicieron que «Encuentro en Far Point» batiese a sus competidores de audiencia en plazas tan importantes como Los Ángeles, Dallas, Seattle, Miami o Denver. No obstante, muchos seguidores de la serie original rechazaron a los nuevos personajes y el planteamiento rupturista de Roddenberry.
El episodio fue nominado a los prestigiosos Premios Hugo que se otorgan anualmente en varios ámbitos para obras relacionadas con la ciencia ficción. Concretamente, lo fue en la categoría de mejor representación dramática en la edición de 1988, siendo el único episodio televisivo entre los candidatos y compitiendo contra cuatro conocidas películas cinematográficas: Robocop, dirigida por Paul Verhoeven; Depredador, de John McTiernan; Las brujas de Eastwick, de George Miller; y la finalmente ganadora The Princess Bride, de Rob Reiner.

### Premios y nominaciones
Premios Hugo
| Año  | Categoría                      | Resultado |
| ---- | ------------------------------ | --------- |
| 1988 | Mejor representación dramática | Nominado  |